# Ten, który musi umrzeć
Ten, który musi umrzeć (fr. Celui qui doit mourir) – francusko-włoski dramat historyczny z 1957 roku w reżyserii Julesa Dassina, zrealizowany na podstawie powieści Chrystus ukrzyżowany po raz wtóry autorstwa Nikosa Kazantzakisa.

## Premiera
Film miał swoją światową premierę 4 maja 1957 roku.

## Fabuła
Akcja filmu rozgrywa się w Grecji okupowanej przez Turków w latach 20. XX wieku. W miasteczku istnieje tradycja przedstawiania wydarzeń związanych z Męką Chrystusa. Liderzy społeczności wybierają konkretne osoby, by wcieliły się w role: Jezusa, Marii Magdaleny czy Judasza. Wybór zostaje zakwestionowany, bo aktorzy to zubożali wieśniacy, którzy przybyli do miasteczka w wyniku działań okupantów. Zamożni mieszkańcy przyczynią się do masakry.

## Obsada
W filmie wystąpili, m.in.
- Jean Servais jako pop Fotis
- Carl Möhner jako Lukas
- Grégoire Aslan jako Agha
- Gert Fröbe jako patriarcha
- Teddy Bilis jako Hadjinikolis
- René Lefèvre jako Yannakos
- Lucien Raimbourg jako Kostandis
- Melina Mercouri jako Katerina, Maria Magdalena
- Roger Hanin jako Pannagotaros
- Pierre Vaneck jako Manolios
- Dimos Starenios jako Ladas
- Nicole Berger jako Mariori
- Maurice Ronet jako Michelis
- Fernand Ledoux jako Grigoris
- Joe Dassin jako Benos

## Nagrody
- 10. MFF w Cannes
  - Wygrana: Nagroda Katolickiego Biura Filmowego (OCIC) dla Julesa Dassina[4]
  - Nominacja: Udział w konkursie głównym o Złotą Palmę
- MFF w Valladolid 1957
  - Wygrana: Złoty Kłos[5]
- BAFTA 1958
  - Nominacja: Najlepszy film z jakiegokolwiek źródła